# Ulla-Lena Lundberg
Ulla-Lena Lundberg, född 14 juli 1947 på Kökar, Åland, är en åländsk författare och antropolog.
Ulla-Lena Lundberg debuterade som 15-åring 1962 med diktsamlingen Utgångspunkt. Därefter har hon, vid sidan av lyrik, även skrivit romaner, rese- och faktaböcker och hörspel. Under 1970-talet tillbringade hon långa perioder i Afrika, vilket avspeglas i faktaboken Öar i Afrikas inre och flera skönlitterära verk. Studier i etnologi och religionsvetenskap vid Åbo Akademi under 1980-talet har varit en av grunderna för hennes livsgärning inom fiktion och fakta. Senare blev hennes episka Ålands-trilogi om sjöfartstraditionerna, Leo (1989), Stora världen (1991), och Allt man kan önska sig (1995), uppmärksammad.
Lundberg, som blev filosofie magister 1985, utnämndes 1993 till hedersdoktor vid Åbo Akademi. Hon var statlig konstnärsprofessor 1994–99. Hon fick Finlandiapriset 2012 för sin roman Is. Hon nominerades även för Nordiska rådets litteraturpris 2013 för samma roman.
Hon var under närmare fyra decennier bosatt i Borgå men flyttade till Mariehamn på 2010-talet. Från och med 2018 bor hon i Diktarhemmet i Borgå.

## Priser och utmärkelser
- 1978 – Beskowska resestipendiet
- 1990 – Tack för boken-medaljen för Leo
- 1990 – Svenska Akademiens Finlandspris
- 1992 – Pro Finlandia-medaljen[5]
- 1993 – Landsbygdens författarstipendium
- 1998 – Runebergspriset
- 2001 – Tidningen Vi:s litteraturpris för romanen Marsipansoldaten
- 2001 – Sigtunastiftelsens författarstipendium
- 2004 – Stina Aronsons pris
- 2006 – Ålandsbankens kulturpris
- 2011 – Tollanderska priset
- 2012 – Finlandiapriset för romanen Is